# Ірина Гуро
Ірина Гуро (народжена Раїса Романівна Соболь; 6 травня 1904, Київ — 29 червня 1988) — радянська письменниця і поетеса, українка за національностю. Автор численних книг для дітей та дорослих читачів. Вона писала переважно оповідання та романи. Лауреат премії Миколи Островського. Також політична активістка. Лейтенант державної безпеки, капітан.

## Життєпис
Народилася в сім'ї директора великого заводу.
У 1919 брала участь в організації гуртків червоної молоді. З 1920 член КСМ, з 1921 член повітового комітету КСМ в Бєлгороді.
У 1921 поступила на юридичний факультет Харківського інституту народного господарства, який закінчила в 1924. У 1923—1926 на судовій роботі. У 1925 вступила в ВКП (б).
З 1926 в органах ОГПУ, працювала в економічному управлінні, потім в іноземному відділі. У 1938 арештована за показаннями її чоловіка М. Е. Ревзіна, з яким прожила 13 років. На слідстві вину не визнала, засуджена на 8 років за підозрою в шпигунстві. Перебуваючи в ув'язненні, написала лист Л. П. Берії, після чого у вересні 1941 була звільнена з припиненням справи. З 16 жовтня 1941 по 27 липня 1942 оперуповноважений в особливому відділі Південно-Західного фронту. З серпня 1942 інструктор розвідувального загону штабу Північної групи партизан. 12 січня 1944 ЦКК КПСС відмовив Р. Р. Соболь у відновленні в партії, дозволивши вступити в ВКП (б) на загальних підставах. У травні 1945 звільнена в запас.
Стала письменницею з літературним псевдонімом Ірина Гуро. У 1948 повторно вступила в ВКП (б). У 1958 прийнята в Союз письменників СРСР.
У 1971 за романом «Дорога на Рюбецаль» був поставлений однойменний фільм.

## Твори
- 1950 : На добру дорогу, Кумрініса
- 1951 : Один з вас
- 1955 : Синій кабан
- 1953 : На нерівному схилі
- 1959 : Хто пив воду з Зеравшану; Наша знайома Гульджан, Шлях сибірський дальній
- 1962 : Барбюс (спільно з Л. В. Фоменко)
- 1964 : Усім смертя на зло
- 1966: Дорога на Рюбецаль
- 1973: І міра в руці його
- 1974: Веснянка, собака і кандидат в президенти
- 1976: Пісочний годинник
- 1987 : Мій кінь біжить (в співавторстві з П. А. Судоплатов, який виступив під псевдонімом А. Андрєєв)
- 1989: Вільхова алея. Повість про Клару Цеткін (видана посмертно)
- Міра людських вчинків
- Невидимий вершник
- Пивний дім «Під пісочними часами»
- Літня пригода

## Переклади творів українською мовою
- Дорога на Рюбецаль (переклад Івана Соболя) — К: Молодь, 1975 — 232 с.

## Нагороди
- орден Вітчизняної війни 2-го ступеня;
- дві медалі «За відвагу»;
- медаль «Партизану Вітчизняної війни» 1-го ступеня;
- медаль «За оборону Москви»;
- медаль «За перемогу над Німеччиною»;
- інші медалі.